# AOM French Airlines
AOM French Airlines — французская авиакомпания. Существовала в 1988—2001 годах.

## История
Компания была основана в 1988 году. В 1992 компания объединилась с Air Outre Mer merged и Minerve. В 2001 году прекратила существование, объединившись с Air Liberté.

## Флот
- 15 McDonnell Douglas DC-10-30
- 12 McDonnell Douglas MD-83
- 2 Airbus A340-200
- 2 Airbus A340-300
- 2 Boeing 737-500